# Szatory Dávid
Szatory Dávid (Budapest, 1987. június 21.) magyar színész.

## Élete és pályafutása
Középiskolai tanulmányait drámatagozatos iskolában végezte, az érettségi megszerzése után, 2006-ban felvételt nyert Gálffi László osztályába a Színház- és Filmművészeti Egyetemre.
2010 és 2015 között a Nemzeti Színház tagja, ezt követően szabadúszó lett.
Párja Martinovics Dorina színésznő volt. 2020-ban jelentették be, hogy közös gyermeküket várják.

## Színházi szerepei
A Színházi adattárban regisztrált bemutatóinak száma: 31.
- Golding-Williams: A Legyek Ura (Ralph)
- Katona: Bánk bán - junior (Mikhál bán)
- Lázár Ervin: Berzsián és Dideki (Aggszakáll/ Vinkóci Lőrénc, kocsmáros)
- Ludvig Holberg: Goborló (Erasmus Montanus) (Péter egyházfi)
- Dr. Sivián Anna, azaz Vinnai András: Azaz
- Móricz: Úri muri (Fancsali)
- Csehov: A cseresznyéskert (Firsz)
  - Három nővér (Fedotyik, Alekszej Petrovics, hadnagy)
- Szilágyi Gyula szociográfiai gyűjteményének felhasználásával: Tiszántúli Emanuelle
- Závada: Magyar ünnep (Weiner Ottó, segédlelkész, Janka öccse)
- Mohácsi-Mohácsi-Kovács: Egyszer élünk avagy a tenger azontúl tűnik semmiségbe
- Madách: Az ember tragédiája (Ádám)
- G. B. Shaw: Szent Johanna (Gilles de Rais, a Kékszakáll / Ladvenu, domonkos rendi szerzetes)
- Shakespeare: Hamlet (Laertes, Polonius fia)
  - Lear király
  - Ahogy tetszik (Orlando)
- John Osborne: Hazafit nekünk! (Siczynski/ Viktor Jerzabek alhadnagy/ Paul/ Cárnő)
- Kristóf Ágota: Egy elsurranó patkány (Újságíró)
- Bakonyi Károly: Mágnás Miska (Leopold, inas)
- Mohácsi testvérek (Shakespeare nyomán): A velencei kalmár (Bassanio)
- Klaus Mann: Mephisto (Alex Bonetti, a Bonviván)
- Sarkadi Imre, Ivánka Csaba: Kőműves Kelemen (Kőműves)
- Paulini Béla, Harsányi Zsolt (Garay János nyomán): Háry János (Krucifix generális)
- Galambos Péter–Kovács-Cohner Róbert: Boldogságlabirintus (Miki, újságíró)
- Witold Gombrowicz: Operett (Charme gróf)
- Isten ostora - Bánffy Miklós: A nagyúr című műve alapján (Püspök)
- Henrik Ibsen: Brand (Orvos)
- Joe Masteroff, Alföldi Róbert: Kabaré (Cliff Bradshaw)
- Eugène Ionesco: Makbett (Candor)
- Weöres Sándor: Holdbeli csónakos (Bolond Istók)
- Darvas-Varró-Hamvai-Rejtő: Vesztegzár a Grand Hotelben (Bármixer)
- Darvasi László: A gyújtogatók (FIÚ, Ferike)[5]

## Film- és televíziószerepei
- Tibor vagyok, de hódítani akarok (2006)
- Tündérmese (2006)
- Mindenből egy van 1-3. évad (2011-2012)
- Munkaügyek (2012)
- Az éjszakám a nappalod (2014)
- Segítség! Itthon vagyok! (2020)

## Szinkronszerepei

### Film
| év   | cím                                                                                       | szerep                                       | színész                    |
| ---- | ----------------------------------------------------------------------------------------- | -------------------------------------------- | -------------------------- |
| 1957 | Szívem tiéd (Loving you)                                                                  | Dick Rivers                                  | Elvis Presley              |
| 1968 | Erényöv (La cintura di castità)                                                           |                                              |                            |
| 2017 | Verdák Sorozat (Cars Series)                                                              | Vihar Jackson Mckembridge                    | Tom DeLong                 |
| 1972 | A stadion őrültjei (Les fous du stade)                                                    |                                              |                            |
| 1977 | Az őrszem (The Sentinel)                                                                  |                                              |                            |
| 1989 | A vörös halál árnyékában (The Masque of the Red Death)                                    | Max                                          | Simon Poland               |
| 1991 | Robin Hood, a tolvajok fejedelme (Robin Hood: Prince of Thieves)                          | Skarlát Will                                 | Christian Slater           |
| 1995 | Egy kosaras naplója (The Basketball Diaries)                                              |                                              |                            |
| 1995 | A háború csapdájában (The Walking Dead)                                                   | Cole Evans                                   | Allen Payne                |
| 1988 | Egy hulla a szobatársam (Dead Man on Campus)                                              | Josh                                         | Tom Everett Scott          |
| 1999 | 200 szál cigi (200 Cigarettes)                                                            |                                              |                            |
| 1999 | South Park - Nagyobb, hosszabb és vágatlan (South Park: Bigger Longer & Uncut)            | A Vakond                                     |                            |
| 2001 | Felpörgetve (Driven)                                                                      | Jimmy Bly                                    | Kip Pardue                 |
| 2006 | Elveszett remény (Broken)                                                                 |                                              |                            |
| 2007 | Grace nélkül az élet (Grace Is Gone)                                                      |                                              |                            |
| 2007 | New York-i szerenád (New York City Serenade)                                              | Russ                                         | Ben Schwartz               |
| 2008 | Az Androméda-törzs (The Andromeda Strain)                                                 |                                              |                            |
| 2008 | A cél szerelmesíti az eszközt (Middle of Nowhere)                                         |                                              |                            |
| 2008 | Éhség (Hunger)                                                                            |                                              |                            |
| 2008 | Én és Orson Welles (Me and Orson Welles)                                                  | Richard Samuels                              | Zac Efron                  |
| 2008 | Hantahíradó (The Onion Movie)                                                             |                                              |                            |
| 2008 | Hideg préda 2. (Fritt vilt II)                                                            |                                              |                            |
| 2008 | Kit Kittredge (Kit Kittredge: An American Girl)                                           |                                              |                            |
| 2008 | Megváltás (The Burning Plain)                                                             | Santiago fiatalon                            | J.D. Pardo                 |
| 2008 | Szerettem másképp is (Mannen som elsket Yngve)                                            | Yngve Lima                                   | Ole Christoffer Ertvåg     |
| 2009 | Buliszerviz 3. - A gólyák éve (Van Wilder: Freshman Year)                                 | Farley                                       | Nestor Aaron Absera        |
| 2009 | Churchill háborúja (Into the Storm)                                                       |                                              |                            |
| 2009 | Egy egyedülálló férfi (A Single Man)                                                      | Kenny                                        | Nicholas Hoult             |
| 2009 | Az elátkozott Leeds United (The Damned United)                                            |                                              |                            |
| 2009 | Kaszinó a csatamezőn (Taking Chances)                                                     | Chase Revere                                 | Justin Long                |
| 2009 | Lovas a sötétben (L'uomo che cavalcava nel buio)                                          |                                              |                            |
| 2009 | A nemzet karácsonyfája (The National Tree)                                                |                                              |                            |
| 2009 | Scooby-Doo és a szamuráj kardja (Scooby-Doo! And the Samurai Sword)                       | Kenji                                        | Gedde Watanabe             |
| 2009 | Victor (Victor)                                                                           | Paco                                         | Mohamed Hicham             |
| 2010 | Barney és a nők (Barney's Version)                                                        |                                              |                            |
| 2010 | A cinkos (The Conspirator)                                                                | Louis Weichmann                              | Jonathan Groff             |
| 2010 | Fekete hattyú (Black Swan)                                                                |                                              |                            |
| 2010 | A fiú, aki vérfarkast kiáltott (The Boy Who Cried Werewolf)                               |                                              |                            |
| 2010 | Fogtündér (Tooth Fairy)                                                                   |                                              |                            |
| 2010 | A postamester (Going Postal)                                                              |                                              |                            |
| 2011 | Arthur, a legjobb parti (Arthur)                                                          | Arthur                                       | Russell Brand              |
| 2011 | A családfa (The Family Tree)                                                              | Trey                                         | Jermaine Williams          |
| 2011 | Delfines kaland (Dolphin Tale)                                                            | Kyle Connellan                               | Austin Stowell             |
| 2011 | Egy hét Marilynnel (My Week with Marilyn)                                                 | Colin Clark                                  | Eddie Redmayne             |
| 2011 | Egy nap (One Day)                                                                         | Dexter                                       | Jim Sturgess               |
| 2011 | Életrevalók (Intouchables)                                                                |                                              |                            |
| 2011 | Fifti-fifti (50/50)                                                                       | Adam                                         | Joseph Gordon-Levitt       |
| 2011 | Jane Eyre (Jane Eyre)                                                                     | St. John Rivers                              | Jamie Bell                 |
| 2011 | A Karib-tenger kalózai - Ismeretlen vizeken (Pirates of the Caribbean: On Stranger Tides) | Philip Swift, misszionárius                  | Sam Claflin                |
| 2011 | A lány és a farkas (Red Riding Hood)                                                      |                                              |                            |
| 2011 | A legsötétebb óra (The Darkest Hour)                                                      | Ben                                          | Max Minghella              |
| 2011 | A lökött tesó (Our Idiot Brother)                                                         | Jeremy                                       | Adam Scott                 |
| 2011 | Őrült, dilis, szerelem. (Crazy, Stupid, Love.)                                            |                                              |                            |
| 2011 | A szellemlovas 2. - A bosszú ereje (Ghost Rider: Spirit of Vengeance)                     | Ray Carrigan                                 | Johnny Whitworth           |
| 2011 | A szuperhős (Three Inches)                                                                | Walter Spackman                              | Noah Reid                  |
| 2011 | Testcsere (The Change-Up)                                                                 | Mitch Planko                                 | Ryan Reynolds              |
| 2011 | A vakság formái (Seis puntos sobre Emma)                                                  |                                              |                            |
| 2011 | Vizet az elefántnak (Water for Elephants)                                                 | Jacob                                        | Robert Pattinson           |
| 2012 | 21 Jump Street - A kopasz osztag (21 Jump Street)                                         | Eric Molson                                  | Dave Franco                |
| 2012 | 40 és annyi (This Is 40)                                                                  |                                              |                            |
| 2012 | Abraham Lincoln, a vámpírvadász (Abraham Lincoln: Vampire Hunter)                         | Henry Sturges                                | Dominic Cooper             |
| 2012 | Alkonyat - Hajnalhasadás 2. rész (The Twilight Saga: Breaking Dawn - Part 2)              |                                              |                            |
| 2012 | Amerikai pite: A találkozó (American Reunion)                                             | Prateek Duraiswamy                           | Vik Sahay                  |
| 2012 | Bosszúállók (The Avengers)                                                                |                                              |                            |
| 2012 | C.K. Williams élete (The Color of Time)                                                   | C.K. Williams                                | James Franco, Henry Hopper |
| 2012 | Celeste és Jesse mindörökre (Celeste & Jesse Forever)                                     | Jesse                                        | Andy Samberg               |
| 2012 | Csatahajó (Battleship)                                                                    | Alex Hopper hadnagy                          | Taylor Kitsch              |
| 2012 | Az éhezők viadala (The Hunger Games)                                                      | Peeta Mellark                                | Josh Hutcherson            |
| 2012 | Ezer szó (A Thousand Words)                                                               |                                              |                            |
| 2012 | Fejbenjáró bűn (Ruby Sparks)                                                              | Calvin Weir-Fields                           | Paul Dano                  |
| 2012 | Felhőatlasz (Cloud Atlas)                                                                 | Adam Ewing, Skót focidrukker, Hae-Joo Chang, | Jim Sturgess               |
| 2012 | A hobbit: Váratlan utazás (The Hobbit: An Unexpected Journey)                             | Kili                                         | Aidan Turner               |
| 2012 | Hófehér és a vadász (Snow White and the Huntsman)                                         | William, Duke Hammond fia                    | Sam Claflin                |
| 2012 | Ígéret földje (Promised Land)                                                             | Dustin Noble                                 | John Krasinski             |
| 2012 | John Carter (John Carter)                                                                 |                                              |                            |
| 2012 | Kék, mint a jazz (Blue Like Jazz)                                                         | Yuri                                         | Matt Godfrey               |
| 2012 | Kertvárosi kommandó (The Watch)                                                           | Jason                                        | Nicholas Braun             |
| 2012 | Lopott szavak (The Words)                                                                 | Fiatal férfi                                 | Ben Barnes                 |
| 2012 | Nobel végakarata (Nobels testamente)                                                      | Thomas Samuelsson                            | Richard Ulfsäter           |
| 2012 | Az ördög benned lakozik (The Devil Inside)                                                | Ben Rawlings atya                            | Simon Quarterman           |
| 2012 | Skyfall (Skyfall)                                                                         | Q                                            | Ben Whishaw                |
| 2012 | Szex, hazugság, vészhelyzet (La clinique de l'amour!)                                     | Michael Marchal                              | Bruno Salomone             |
| 2012 | Tad Jones csudálatos kalandjai (Las aventuras de Tadeo Jones)                             | Max Mordon                                   | Pep Anton Muñoz            |
| 2012 | Üss vagy fuss! (Hit and Run)                                                              | Terry Rathbinn                               | Jess Rowland               |
| 2012 | Várandósok - Az a bizonyos 9 hónap (What to Expect When You're Expecting)                 | Marco                                        | Chace Crawford             |
| 2013 | 2 kaliber (2 Guns)                                                                        | Quince                                       | James Marsden              |
| 2013 | 47 Ronin (47 Ronin)                                                                       | Chikara                                      | Jin Akanishi               |
| 2013 | A lázadás kora: Michael Kohlhaas legendája (Michael Kohlhaas)                             |                                              |                            |
| 2013 | A burok (The Host)                                                                        | Ian O'Shea                                   | Jake Abel                  |
| 2013 | Croodék (The Croods)                                                                      | Guy                                          | Ryan Reynolds              |
| 2013 | Családi gyökerek (Quellen des Lebens)                                                     | Klaus Freytag                                | Moritz Bleibtre            |
| 2013 | Don Jon (Don Jon)                                                                         | Jon                                          | Joseph Gordon-Levit        |
| 2013 | Az éhezők viadala: Futótűz (The Hunger Games: Catching Fire)                              | Peeta Mellark                                | Josh Hutcherson            |
| 2013 | Éjféli gyors Lisszabonba (Night Train to Lisbon)                                          | Amadeu                                       | Jack Huston                |
| 2013 | Elpuskázva (Delivery Man)                                                                 | Josh                                         | Jack Reynor                |
| 2013 | Az év csatája (Battle of the Year)                                                        | Sniper                                       | Sawandi Wilson             |
| 2013 | Farkas (The Wolverine)                                                                    | Harada                                       | Will Yun Lee               |
| 2013 | Felcsípve (20 ans d'écart)                                                                | Balthazar Apfel                              | Pierre Niney               |
| 2013 | G.I. Joe - Megtorlás (G.I. Joe: Retaliation)                                              | Egér                                         | Joseph Mazzello            |
| 2013 | Gonosz halott (Evil Dead)                                                                 | Eric                                         | Lou Taylor Pucci           |
| 2013 | A hobbit: Smaug pusztasága (The Hobbit: The Desolation of Smaug)                          | Kili                                         | Aidan Turner               |
| 2013 | Hősök szakasza (Company of Heroes)                                                        |                                              |                            |
| 2013 | Időről időre (About Time)                                                                 | Tim                                          | Domhnall Gleeson           |
| 2013 | A könyvtolvaj (The Book Thief)                                                            | Max Vandenburg                               | Ben Schnetzer              |
| 2013 | Lókötők listája (The Naughty List)                                                        | Zima                                         | Sean Astin                 |
| 2013 | A magányos lovas (The Lone Ranger)                                                        | Frank                                        | Harry Treadaway            |
| 2013 | A Mikulás-mentőakció (Saving Santa)                                                       |                                              |                            |
| 2013 | A Noble család (Nosotros los Nobles)                                                      | Javi Noble                                   | Luis Gerardo Méndez        |
| 2013 | Női szervek (The Heat)                                                                    | Adam                                         | Taran Killam               |
| 2013 | Az óriásölő (Jack the Giant Slayer)                                                       | Jack                                         | Nicholas Hoult             |
| 2013 | Óz, a hatalmas (Oz the Great and Powerful)                                                | Frank / Finley                               | Zach Braff                 |
| 2013 | Percy Jackson: Szörnyek tengere (Percy Jackson: Sea of Monsters)                          |                                              |                            |
| 2013 | R.I.P.D. - Szellemzsaruk (R.I.P.D.)                                                       | Nick                                         | Ryan Reynolds              |
| 2013 | Rómeó és Júlia (Romeo & Juliet)                                                           | Mercutio                                     | Christian Cooke            |
| 2013 | Szemfényvesztők                                                                           | J. Daniel Atlas                              | Jesse Eisenberg            |
| 2013 | Szörnyűséges ünnep (A Monsterous Holiday)                                                 | Frankenstein                                 | Jon Heder                  |
| 2013 | Vakszerencse (Runner Runner)                                                              |                                              |                            |
| 2013 | Vasember 3. (Iron Man Three)                                                              |                                              |                            |
| 2013 | Vérfarkas (Wer)                                                                           | Eric Sarin                                   | Vik Sahay                  |
| 2013 | Vérmesék (The Family)                                                                     | Henri                                        | Oisin Stack                |
| 2013 | A Wall Street farkasa (The Wolf of Wall Street)                                           | Ted Beecham kapitány                         | Shea Whigham               |
| 2013 | Walter Mitty titkos élete (The Secret Life of Walter Mitty)                               | Don Proctor                                  | Paul Fitzgerald            |
| 2013 | Z világháború (World War Z)                                                               | Andrew Fassbach                              | Elyes Gabel                |
| 2013 | Zombi tábor (Bunks)                                                                       | Dane                                         | Aidan Shipley              |
| 2014 | 22 Jump Street - A túlkoros osztag (22 Jump Street)                                       | Eric Molson                                  | Dave Franco                |
| 2014 | Amerikai mesterlövész (American Sniper)                                                   | Bejgli                                       | Jake McDorman              |
| 2014 | Babysitting - A felvigyázó (Babysitting)                                                  | Ernest                                       | Vincent Desagnat           |
| 2014 | A bíró (The Judge)                                                                        | Hanson seriffhelyettes                       | Balthazar Getty            |
| 2014 | A cipőbűvölő (The Cobbler)                                                                | Emiliano                                     | Dan Stevens                |
| 2014 | Csingiling és a kalóztündér (The Pirate Fairy)                                            | James Hook kapitány                          | Tom Hiddleston             |
| 2014 | Delfines kaland 2. (Dolphin Tale 2)                                                       | Kyle Connellan                               | Austin Stowell             |
| 2014 | Az éhezők viadala: A kiválasztott - 1. rész (The Hunger Games: Mockingjay - Part 1)       | Peeta Mellark                                | Josh Hutcherson            |
| 2014 | Az élet ízei (The Hundred-Foot Journey)                                                   | Jean-Pierre                                  | Clément Sibony             |
| 2014 | Frank (Frank)                                                                             | Jon                                          | Domhnall Gleeson           |
| 2014 | Fulladás (Swelter)                                                                        |                                              |                            |
| 2014 | A hetedik fiú (Seventh Son)                                                               | Tom Ward                                     | Ben Barnes                 |
| 2014 | A hobbit: Az öt sereg csatája (The Hobbit: The Battle of the Five Armies)                 | Kili                                         | Aidan Turner               |
| 2014 | Igaz szívvel (The Normal Heart)                                                           | Felix Turner                                 | Matt Bomer                 |
| 2014 | Itthon, édes otthon (This Is Where I Leave You)                                           | Phillip Altman                               | Adam Driver                |
| 2014 | Jack Ryan: Árnyékügynök (Jack Ryan: Shadow Recruit)                                       |                                              |                            |
| 2014 | Kamuzsaruk (Let's Be Cops)                                                                | Justin                                       | Damon Wayans Jr.           |
| 2014 | Kavarás (Blended)                                                                         | Dale                                         | Dale Steyn                 |
| 2014 | Kódjátszma (The Imitation Game)                                                           | Hugh Alexander                               | Matthew Goode              |
| 2014 | Megkutyulva (Zapped)                                                                      | Jackson Kale                                 | Spencer Boldman            |
| 2014 | A mindenség elmélete (The Theory of Everything)                                           | Stephen Hawking                              | Eddie Redmayne             |
| 2014 | Noé (Noah)                                                                                | Sém                                          | Douglas Booth              |
| 2014 | Rendíthetetlen (Unbroken)                                                                 | Louis Zamperini                              | Jack O'Connell             |
| 2014 | Robotzsaru (RoboCop)                                                                      | Tom Pope                                     | Jay Baruchel               |
| 2014 | Sam - Kismadár nagy kalandja (Gus - Petit oiseau, grand voyage)                           | Willy                                        | Brady Corbet               |
| 2014 | Sin City: Ölni tudnál érte (Sin City: A Dame to Kill For)                                 | Johnny                                       | Joseph Gordon-Levitt       |
| 2014 | Sírok között (A Walk Among the Tombstones)                                                | Kenny Kristo                                 | Dan Stevens                |
| 2014 | A szépség és a szörnyeteg (La belle et la bête)                                           |                                              |                            |
| 2014 | A szerelem útjai (Love Is Strange)                                                        | Ted                                          | Cheyenne Jackson           |
| 2014 | Tini nindzsa teknőcök (Teenage Mutant Ninja Turtles)                                      | Raffaello                                    | Alan Ritchson              |
| 2014 | Transformers: A kihalás kora (Transformers: Age of Extinction)                            | Shane                                        | Jack Reynor                |
| 2014 | Az útvesztő (The Maze Runner)                                                             | Thomas                                       | Dylan O'Brien              |
| 2014 | Végtelen szerelem (Endless Love)                                                          | Keith Butterfield                            | Rhys Wakefield             |
| 2015 | Blackhat (Blackhat)                                                                       |                                              |                            |
| 2015 | Hamupipőke (Cinderella)                                                                   | Károly herceg                                | Richard Madden             |
| 2015 | A kém (Spy)                                                                               | Anton                                        | Björn Gustafsson           |
| 2015 | Keményítőkúra (Get hard)                                                                  | John Mayer                                   | John Mayer                 |
| 2015 | A pláza ásza Vegasban (Paul Blart: Mall Cop 2)                                            | Ramos                                        | Geovanni Gopradi           |
| 2015 | Poltergeist - Kopogó szellem (Poltergeist)                                                | Boyd                                         | Nicholas Braun             |
| 2015 | A szürke ötven árnyalata (Fifty Shades of Grey)                                           | Christian Grey                               | Jamie Dornan               |
| 2015 | Távol a világ zajától (Far from the Madding Crowd)                                        | Francis Troy őrmester                        | Tom Sturridge              |
| 2015 | Tökéletes hang 2. (Pitch Perfect 2)                                                       | Pieter Krämer                                | Flula Borg                 |
| 2015 | Törésvonal (San Andreas)                                                                  | Dr. Kim Park                                 | Will Yun Lee               |
| 2015 | Az éhezők viadala: A kiválasztott 2. (The hunger games: Mockingjay part 2.)               | Peeta Mellark                                | Josh Hutcherson            |
| 2015 | Agymanók (Inside Out)                                                                     | Képzeletbeli barát                           |                            |
| 2015 | James Bond 24.: Spectre: A fantom visszatér                                               | Q                                            | Ben Whishaw                |
| 2015 | Kémek hídja (Bridge of Spies)                                                             | Francis Gary Powers                          | Austin Stowell             |
| 2015 | A kezdő (The Intern)                                                                      | Matt                                         | Anders Holm                |
| 2015 | Macbeth                                                                                   | Malcolm                                      | Jack Reynor                |
| 2015 | A tenger szívében (In the Heart of the Sea)                                               | Herman Melville                              | Ben Whishaw                |
| 2015 | Csillagok háborúja VII: Az ébredő Erő (Star Wars VII: The Force Awakens)                  | Finn                                         | John Boyega                |
| 2016 | Szemfényvesztők 2. (Now You See Me 2)                                                     | J. Daniel Atlas                              | Jesse Eisenberg            |

### Sorozat
| év         | cím                                             | évad    | szerep                                                                          | színész               |
| ---------- | ----------------------------------------------- | ------- | ------------------------------------------------------------------------------- | --------------------- |
| 2011       | Camelot                                         | 1       | Artúr király                                                                    | Jamie Campbell Bower  |
| 2011-      | Amerikai Horror Story                           | 4-10    | Dandy Mott / Tristan Duffy / Rudolph Valentino / Bobby Richter / Harry Gardener | Finn Wittrock         |
| 2011       | Borgiák                                         | 1       | Cesare Borgia, a pápa fia                                                       | Finn Wittrock         |
| 2012       | Hollow Crown – Koronák harca (The Hollow Crown) | 1       | II. Richárd                                                                     | Ben Whishaw           |
| 2013- 2016 | A muskétások (The Musketeers)                   | 1-3     | Aramis                                                                          | Santiago Cabrera      |
| 2014-      | The Flash - A Villám                            |         | Eddie Thawne                                                                    | Rick Cosnett          |
| 2015-      | Versailles                                      | 1       | Fülöp orléans-i herceg                                                          | Alexander Vlahos      |
| 2015       | Nagypályások                                    | 1 -4    | Ricky Jerret                                                                    | John David Washington |
| 2015-      | Daredevil                                       | 3.      | Benjamin "Dex" Poindexter (M2 Petőfi szinkron)                                  | Wilson Bethel         |
| 2016       | No. 309 (Házasságért örökség)                   | 2       | Onur Sarıhan                                                                    | Furkan Palalı         |
| 2016-      | NCIS                                            | 14-     | Nicholas Torres                                                                 | Wilmer Valderrama     |
| 2016-2019  | Supergirl                                       | 2, 4-5. | Clark Kent / Kal-El / Superman                                                  | Tyler Hoechlin        |
| 2016-2023  | ALVINNN!!! és a mókusok                         | 1-5.    | Simon (Nickelodeon szinkron)                                                    | Ross Bagdasarian, Jr. |
| 2017       | NCIS: New Orleans                               | 3.      | Nicholas Torres (3x14)                                                          | Wilmer Valderrama     |
| 2017       | Lego Ninjago: A Spinjitzu mesterei              | 7       | Fiatal Wu                                                                       | Paul Dobson           |
| 2018-2019  | Fogd a kezem                                    | ?       | Cenk Çelen                                                                      | Alp Navruz            |
| 2018-2023  | New Amsterdam                                   | 1-      | Dr. Max Goodwin (SkyShowtime szinkron)                                          | Ryan Eggold           |
| 2018-2023  | Titánok                                         | 1-4     | Richard "Dick" Grayson / Robin / Éjszárny                                       | Brenton Thwaites      |
| 2019       | Batwoman                                        | 1.      | Clark Kent / Kal-El / Superman                                                  | Tyler Hoechlin        |
| 2020       | A holnap legendái                               | 5.      | Clark Kent / Kal-El / Superman                                                  | Tyler Hoechlin        |
| 2020-      | Szarvas osztag                                  | 1-      | Müty úr                                                                         | Doug Erholtz          |
| 2021-2024  | Superman és Lois                                | 1-4.    | Clark Kent / Kal-El / Superman                                                  | Tyler Hoechlin        |
| 2021       | Mi lenne, ha…?                                  | 1.      | Fandral                                                                         | Max Mittelman         |
| 2022       | NCIS: Hawaii                                    | 1-2.    | Nicholas Torres (1x18 & 2x01)                                                   | Wilmer Valderrama     |
| 2023       | NCIS: Los Angeles                               | 14.     | Nicholas Torres (14x10)                                                         | Wilmer Valderrama     |
| 2025-      | Daredevil: Újjászületés                         | 1.      | Benjamin "Dex" Poindexter                                                       | Wilson Bethel         |

### Videójáték
| Cím                   | Szerep | Színész       |
| --------------------- | ------ | ------------- |
| Detroit: Become Human | Connor | Bryan Dechart |

- Vágyak és valóság - Mike Vogel (Cooper Connelly)

## CD-k és hangoskönyvek
- Antoine De Saint-Exupéry: A kis herceg[7]
- Fodor Sándor: Csipike

## Díjai
- Farkas–Ratkó-díj (2014)
- Junior Prima díj (2014)[8][9]
- A MASZK Országos Színészegyesület és a Mozaik Művészegyesület legjobb férfi szereplő díja - Pécsi Országos Színházi Találkozó (Lear király, Radnóti Miklós Színház, 2016)[10]